# Battaglia di Sfacteria (425 a.C.)
La battaglia di Sfacteria fu combattuta tra Ateniesi e Spartani nel 425 a.C., nell'isola greca di Sfacteria, nell'ambito della guerra del Peloponneso.
Fu conseguente alla battaglia di Pilo, dove i soldati di Demostene di Afidna che fortificarono la collina di Pilo misero in grande allarme gli Spartani che, tornati frettolosamente dall'Attica con il loro esercito, pianificarono un attacco terrestre e navale alle posizioni ateniesi.
Mentre la flotta si preparava a sbarcare dietro la collina occupata dagli opliti attici, alcuni soldati di Sparta furono inviati nell'isola di Sfacteria che chiudeva la baia, permettendo due piccoli passaggi ai lati (sufficienti rispettivamente al passaggio di due e nove triremi, secondo Tucidide) al fine di fare della posizione un sicuro dominio spartano in vista della battaglia navale con la sopraggiungente flotta ateniese. La flotta spartana si premunì anche di chiudere gli accessi alla baia per mezzo di alcune triremi affiancate.
Dopo tre giorni di battaglia a Pilo il grosso della flotta di Demostene di Afidna, al comando del navarco Eurimedonte, fece ritorno da Corcira e forte di 47 navi, a cui si aggiunsero 4 triremi da Chio e altre provenienti da Naupatto, attaccò i peloponnesiaci. Non avendo ammarato che poche triremi, colti di sorpresa persero 5 unità e un intero equipaggio oltre a ritrovarsi con la fanteria oplitica, composta da oltre 400 uomini, isolata a Sfacteria. Gli ateniesi avevano così reso inservibile la flotta peloponnesiaca, spiaggiandola sull'arenile.
La battaglia navale era persa, quella terrestre poteva rivelarsi un disastro. Gli spartani erano sotto assedio e non potevano attaccare Pilo, si cercò così un accordo: pane e acqua per gli "isolani" ed in pegno la custodia della flotta, mentre si proseguì la trattativa ad Atene.
Agli emissari spartani giunti ad Atene venne garantita la restituzione degli opliti, ma solo in cambio della restituzione pubblica dei territori di cui Sparta era garante e che Atene era stata costretta ad abbandonare in passato, in occasione di precedenti tregue (cosa inaccettabile, possibile solo in forma privata in una trattativa in cui il prestigio di Sparta non fosse minato, ma non in forma pubblica, pena lo sfaldamento della lega Peloponnesiaca).
L'intento di Cleone era proprio quello di minare la lega dalle fondamenta.
Epitada al comando dei 420 opliti riusciva intanto a resistere grazie ai rifornimenti.
Passò l'estate e le difficoltà di rifornimento per le 70 navi ateniesi cominciarono a pesare sulle casse statali, e poi c'era da valutare l'ipotesi di una fuga degli opliti, magari durante una giornata di pioggia, quando era difficile controllare le coste.
In autunno un incendio sull'isola rivelò la reale forza degli opliti spartani e, disboscandola in parte, rese più fattibile uno sbarco ateniese. Così Demostene apprestò un piano di incursione. Nel frattempo a Pilo giunse Cleone che, dopo aver sobillato l'assemblea per una condotta di guerra più decisa (intendendo con ciò criticare lo stratego Nicia, suo avversario politico), ricevette controvoglia egli stesso il comando della spedizione, che comprendeva un certo numero di fanti leggeri e 400 arcieri, scelti fra gli alleati. Dopo aver invano chiesto agli Spartani della terraferma (che circondavano Pilo) la resa degli opliti dell'isola, Demostene e Cleone, con le loro forze congiunte, attuarono lo sbarco e circondarono gli Spartani in più punti, braccandoli con gli arcieri e costringendoli alla resa.
Finivano così 2 mesi e mezzo di resistenza e fame del contingente spartano, i cui sopravvissuti, 292 uomini tra cui 120 spartiati, furono presi come ostaggi.